# Philippe Le Gras
Philippe Le Gras (* 1752 in Dijon; † 14. April 1824 ebenda) war ein französischer Jurist.

## Leben
Philippe Le Gras studierte Rechtswissenschaft und war beim Beginn der die Französische Revolution herbeiführenden Bewegung Sachwalter am Parlament seiner Vaterstadt. Dass er anfangs der verlangten Neugestaltung der politischen Verhältnisse abhold war, beweist seine das bestehende System in Schutz nehmende Schrift Le citoyen français ou mémoires historiques, politiques, physiques … (London 1785). Beim Ausbruch der Revolution (1789) war er Verfolgungen ausgesetzt, konnte sich ihnen jedoch entziehen.
Nach dem Sturz Robespierres (1794) ging Le Gras nach Paris, wo er eine Schrift zum Vorteil der Eltern der Emigranten (Pressante réclamation pour les pères et mères des émigrés, Paris 1795) veröffentlichte und dadurch in der Hauptstadt, dem Sitz der Regierung, seine Beförderung zu einer besseren Stellung zu erwirken suchte. Er schloss sich hier Hugues-Bernard Maret an, der bereits als einer der Redakteure des Moniteur universel ein einflussreicher Mann geworden war und durch seine Bekanntschaft mit Napoleon Bonaparte später bis zum Staatsminister und Herzog von Bassano aufstieg. Durch Marets Vermittlung wurde Le Gras 1803 zum Mitglied jener Kommission ernannt, die den Entwurf zum später eingeführten Handelsgesetzbuch prüfen sollte. Er nahm bedeutenden Anteil an der definitiven Redaktion des Gesetzbuches und soll dabei besonders die Vorteile des Fiskus priorisiert haben. Zur Belohnung seiner Bemühungen wurde er 1806 zum Anwalt beim Staatsrat und zum Ritter der Ehrenlegion ernannt.
Bei der Einführung des Code de Commerce verfasste Le Gras eine kurze Anleitung, wie vor den Handelsgerichten zu verfahren sei (Notes sur la formule de procéder devant les tribunaux de commerce, 1807) und eine Abhandlung über den Konkurs (Sur le faillités), die zwar gute Erörterungen enthält, aber gleich anderen Gesetzen jener Zeit den Vorteil des Einzelnen stets dem Nutzen des Fiskus unterordnet.
Nach dem Sturz Napoleons und seines Gönners, des Herzogs von Bassano, verlor auch Le Gras sein Amt. Da er auf keine Wiederanstellung im Staatsdienst hoffen konnte, zog er sich nach Dijon zurück, wo er am 14. April 1824 im Alter von 72 Jahren starb.